# Anne Meara
Anne Meara (født 20. september 1929, død 23. maj 2015) var en amerikansk komiker og skuespillerinde. Hun blev født i en irsk katolsk familie i New York City. Hun og Jerry Stiller er forældre til skuespillerne Ben og Amy Stiller.

## Filmografi
- The Out-of-Towners (1970)
- Lovers and Other Strangers (1970)
- Irish Whiskey Rebellion (1972)
- Nasty Habits (1977)
- The Boys from Brazil (1978)
- Fame (1980)
- In Our Hands (1984) (documentary)
- The Longshot (1986)
- The Perils of P.K. (1986)
- My Little Girl (1987)
- That's Adequate (1989)
- Awakenings (1990)
- Through an Open Window (1992) (short subject)
- Highway to Hell (1992)
- So You Want to Be an Actor (1993)
- Reality Bites (1994)
- The Search for One-Eye Jimmy (1994)
- Heavyweights (1995)
- Kiss of Death (1995)
- The Daytrippers (1996)
- The Thin Pink Line (1998)
- Southie (1998)
- The Diary of the Hurdy-Gurdy Man (1999)
- Judy Berlin (1999)
- Brooklyn Thrill Killers (1999) (kortfilm)
- A Fish in the Bathtub (1999)
- Amy Stiller's Breast (2000) (kortfilm)
- The Independent (2000)
- Zoolander (2001)
- Keeping It Real: The Adventures of Greg Walloch (2001) (dokumentar)
- Get Well Soon (2001)
- Like Mike (2002)
- The Yard Sale (2002) (kortfilm)
- Crooked Lines (2003)
- Chump Change (2004)
- Nat på Museet (2006)